# Variable Valve Timing and Lift Electronic Control
VTEC (Variable Valve Timing and Lift Electronic Control) is een door Honda ontwikkeld systeem waarvan wordt gezegd dat het de volumetrische efficiëntie van een viertakt interne verbrandingsmotor verbetert, wat resulteert in hogere prestaties bij een hoog toerental en een lager brandstofverbruik bij een laag toerental. Het VTEC-systeem gebruikt twee (of soms drie) nokkenasprofielen en selecteert hydraulisch tussen deze profielen. Het system werd uitgevonden door Honda ingenieur Ikuo Kajitani. Het onderscheidt zich duidelijk van standaard VVT-systemen (variabele kleptiming) die alleen de kleptiming veranderen en op geen enkele manier het nokkenasprofiel of de kleplichthoogte veranderen.

## VTEC

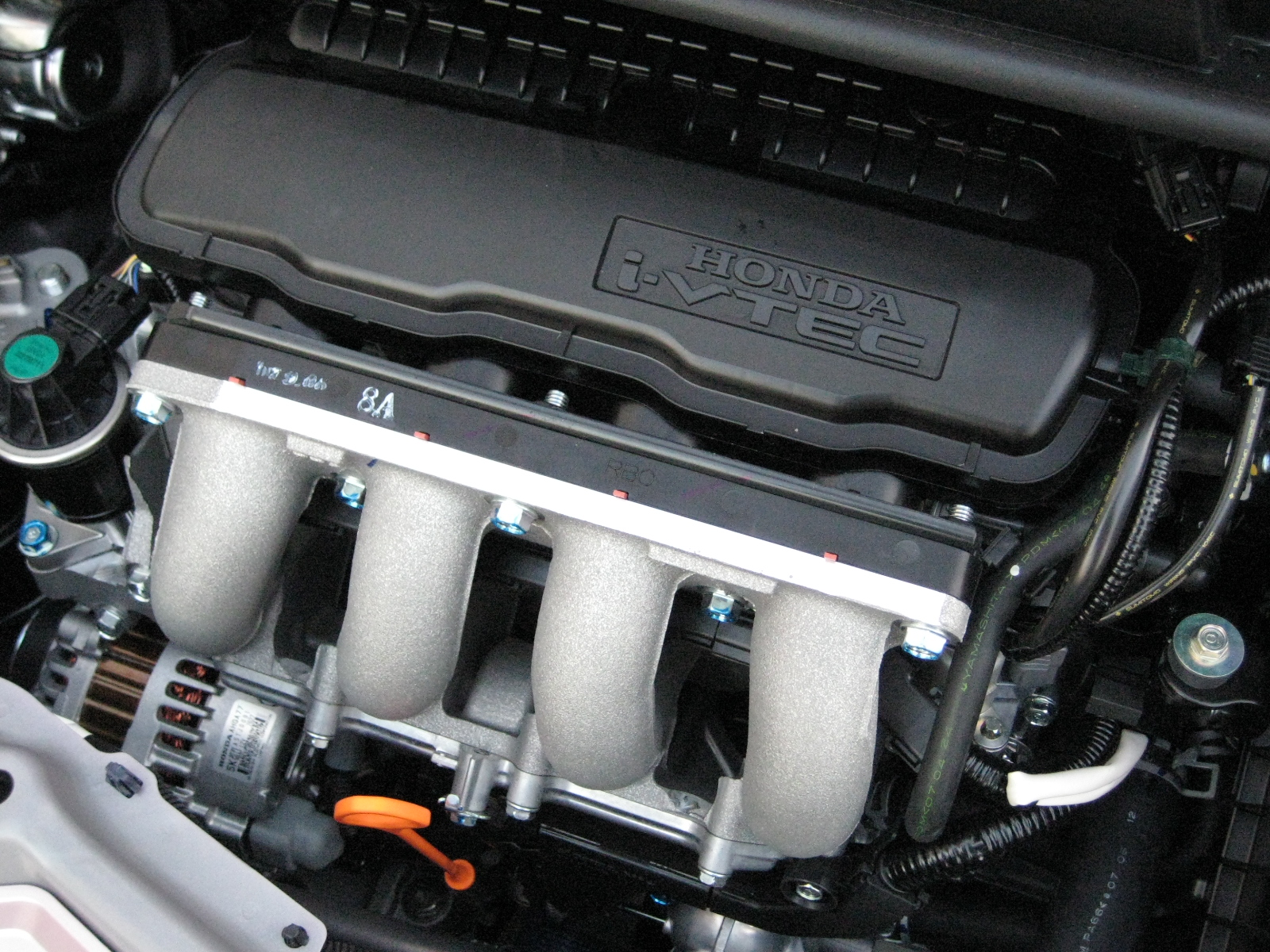
Een Honda-motor met VTEC

Dit is een klepbedieningsmechanisme van Honda motorfietsen en auto's dat gebaseerd is op REV. Bij REV werden vanaf een bepaald toerental (8500 tpm bij de Honda CBR 400 F) meer kleppen in werking gezet. Bij VTEC wordt bij een bepaald toerental overgeschakeld van een “tamme” naar een “wilde” nok van de nokkenas. Daarmee wordt bereikt dat de motor extra vermogen levert wanneer daarom gevraagd wordt. Het systeem is bekend geworden van de Honda auto’s en wordt dan ook VTEC genoemd.

## i-VTEC
Honda i-VTEC (intelligent Variable Timing and lift Control) combineert standaard VTEC met VTC (Variable Timing Control). Met deze technologie worden de inlaatkleppen vanaf een vastgesteld toerental langer en verder geopend, om de luchtstroom te verbeteren in het hogere toerenbereik van de motor. Hierdoor presteert de motor beter (meer vermogen en koppel), neemt het brandstofverbruik af en stoot de motor minder schadelijke emissies uit.
VTEC opereert nog steeds volgens het traditionele principe waarbij van nokkenasprofiel wordt gewisseld in het hogere toerenbereik. i-VTEC voegt daaraan toe dat de inlaatnokkenas de timing 25° tot 50° kan vervroegen, afhankelijk van de motorconfiguatie. De nokkenasverstelling wordt geregeld door een computergestuurde, hydraulisch tandwiel.
Deze technologie werd geïntroduceerd in de K motorenserie in 2001.

### i-VTEC I
Een versie van i-VTEC in combinatie met directe brandstofinspuiting, voor het eerst toegepast in de K20B motor in de Honda Stream Absolute (modelcode UA-RN5), exclusief voor de Japanse markt.

## REV
REV staat voor: revolution modulated valve control system.
Dit is een klepbedieningssysteem voor de viertaktmotoren van Honda, dat ervoor zorgt dat vanaf een bepaald toerental meer kleplift in werking komt. Hierdoor komt extra vermogen in het hoge toerengebied vrij zonder het motorkarakter bij lagere toerentallen geweld aan te doen. Het systeem werd in 1983 ontwikkeld en toegepast op de Honda CBR 400 F. Ook wel als RMVC (revolution modulated valve control) aangeduid.

## Hyper VTEC
Hyper VTEC staat voor: variable valve timing and lift electronic control system.
Toen Honda in 2002 de vernieuwde VFR 800 Fi motorfiets uitbracht was deze machine weer voorzien van het REV-systeem. Dit werd echter Hyper VTEC genoemd.